# Cmiter
Cmiter (polsky Cmentarzysko, německy Totengarten, maďarsky Sírkert) je nejvyšší terasa Skalnaté doliny pod úpatím Vidlových věží ve Vysokých Tatrách. Je ohraničený kupolí Lomnického štítu a na severovýchodě Kežmarským štítem. Do Skalnaté doliny padá strmým prahem.

## Název
Je odvozen od malého pustého prostoru kotle obklopeného skalisky, vyplněného sněhem, který připomíná hřbitovní atmosféru.

## Turistika
Není přístupný pro turisty.